# Langeln (Holstein)
Pour les articles homonymes, voir Langeln.
Langeln est une commune allemande du Schleswig-Holstein, située dans l'arrondissement de Pinneberg (Kreis Pinneberg), à six kilomètres à l'est de la ville de Barmstedt. Langeln fait partie de l'Amt Rantzau qui regroupe dix communes autour de Barmstedt.